# お笑い合戦 独眼竜カミナリ
『お笑い合戦 独眼竜カミナリ(おわらいがっせん  どくがんりゅうかみなり)』は、東日本放送制作のバラエティ（お笑い）番組である。

## 概要
毎週3組が自己紹介とネタ、持ち込み企画でアピールし、観客投票でチャンピオンを決定。4週目にはチャンピオン3組が月間チャンピオンの座を懸けてバトルを繰り広げる。
収録は2021年10月に移転した仙台市太白区あすと長町のkhb新社屋にある「ぐりりホール」で行われている。
2022年7月2日の年間チャンピオン決定戦をもって一度休止となった。

## 番組タイトル
「独眼竜」の異名を持つ伊達政宗公は、セルフプロデュース能力に秀でた天才演出家だったとの説がある。
番組タイトルの「独眼竜」は出場する芸人を指しており、登場曲やナレーション、ネタ終わりの持ち込み企画コーナーでのセルフプロデュースも番組の見どころの一つとなる。
「カミナリ」には「神なり」の意味を込め、政宗公と参加芸人へのリスペクトを表現しているという。

## 出演者
- カミナリ（竹内まなぶ・石田たくみ）
- 雨宮萌果

## 歴代年間チャンピオン
- 2021年度 - 優勝：サツキ　準優勝：ダニエルズ
- 2022年度上半期 - 優勝：ヤーレンズ　準優勝：いかすぜジョナサン

## スタッフ
- ディレクター：本田静(東日本放送)
- プロデューサー：砂原真人(東日本放送)
- 制作：加藤慎也(東日本放送)、鈴木泰之(東日本放送)
- 統括：萩原秀一(東日本放送)
- 企画：グレープカンパニー、東日本放送
- 制作著作：東日本放送